# Грб Перуа
Грб Перуа је званични хералдички симбол јужноамеричке државе Перу.

## Опис грба
Грб се састоји из штита, који је подијељен на три дијела. У горњем лијевом углу се налази викуња (животиња слична лами), у горњем десном хинона дрво, а у доњем рог са новчићима. Храстова круна се налази изнад грба, а са страна четири перуанске заставе.